# Osman Akyol
Osman Akyol (* 1. September 1969 in Trabzon) ist ein ehemaliger deutsch-türkischer Fußballspieler. Durch seine Tätigkeit für Samsunspor und Galatasaray Istanbul wird er mit diesem Verein assoziiert.

## Spielerkarriere

### Verein
Akyol kam in der nordtürkischen Hafenstadt Trabzon zur Welt und zog später mit seiner Familie nach Berlin. Hier erlernte er das Fußballspielen unter anderem in der Jugendabteilung von Hertha 03 Zehlendorf. Ende der 1980er Jahre wechselte er dann zum türkischen Verein Samsunspor. Im Sommer 1990 wurde er dann in den Profikader des damaligen Zweitligisten aufgenommen. Im Profiteam schaffte er es auf Anhieb in die Stammformation und absolvierte bis zum Saisonende 32 der möglichen 34 Ligaspiele. Mit seiner Mannschaft feierte er am Saisonende die Zweitligameisterschaft und damit den direkten Aufstieg in die 1. Lig. Während dieser einen Saison stieg Akyol auch zum Türkischen U-21-Nationalspieler auf und wurde einer der Youngsters der Liga. In die 1. Lig aufgestiegen blieb Akyol zwar Stammspieler, jedoch verpasste er mit seiner Mannschaft zum Saisonabschluss den Klassenerhalt und stieg wieder in die 2. Lig ab.
In die 2. Lig abgestiegen wurde mit Zeynel Soyuer einer der damals erfahrensten Trainer im türkischen Fußball bei Samsunspor eingestellt. Akyol spielte in der Saison 1992/93 bei diesem Verein mit überwiegend jungen und damals unbekannten Spielern wie Ercan Koloğlu, İmdat Arslan, Müjdat Gürsu, Ertuğrul Sağlam, Bünyamin Kubat, Orhan Kaynak, Serkan Aykut, Cenk İşler zusammen, die alle später zu wichtigen Persönlichkeiten im türkischen Fußball werden sollten. Soyuer gelang es aus dieser jungen Mannschaft eine spielstarke Mannschaft aufzubauen, die zum Saisonende Zweitligameister wurde und in die 1. Lig aufstieg. Nach dem Aufstieg wurde Soyuer durch den rumänischen Trainer Gheorghe Mulțescu ersetzt. Unter diesem Trainer wurde Akyols Team zur Überraschungsmannschaft der Erstligasaison 1993/94. Nachdem die Mannschaft auf dem 3. Tabellenplatz überwinterte, beendete man die Saison auf dem 5. Tabellenplatz. Akyol war einer der auffälligsten Spieler seiner Mannschaft und stieg mit seinen Leistungen zum Türkischen Nationalspieler auf.
Nach der erfolgreichen Erstligasaison zählte Akyol zusammen mit weiteren Teamkollegen zu den begehrtesten Spielern in der Sommertransfersaison 1994. Akyol wechselte zu Galatasaray Istanbul. Bei Galatasaray wurde er vom deutschen Trainer Reinhard Saftig nur sporadisch eingesetzt und saß überwiegend auf der Ersatzbank. Zur Saison 1995/96 übernahm bei Galatasaray Graeme Souness das Traineramt. Unter diesem Trainer nahm Akyol am vorsaisonalen Vorbereitungscamp teil und wurde anschließend von Souness auf die Liste jener Spieler gesetzt, die ausgeliehen werden sollten. So verbrachte Akyol die Spielzeit 1995/96 als Leihspieler beim Erstligisten. Nach einem Jahr wechselte Akyol dann endgültig zu Antalyaspor und spielte hier zwei Jahre lang.
Zum Sommer 1998 heuerte Akyol bei Altay Izmir an, verließ aber bereits nach sechs Wochen diesen Verein und wechselte zu Konyaspor. Nach drei Jahren für Konyaspor spielte er als Amateurspieler noch eine Saison bei Kemerspor und beendete im Sommer 2002 seine Karriere.

### Nationalmannschaft
Akyol spielte während seiner Zeit bei Hertha Zehlendorf zweimal für die Türkische U-16-Nationalmannschaft.
Nach seinem Wechsel in die Türkei spielte er mehrmals für die Türkische U-21-Nationalmannschaft. Zwischen seinen Einsätzen für die U-21 wurde Akyol im Rahmen eines Testspiels das erste Mal in den Kader der türkischen Nationalmannschaft nominiert und saß während der Partie vom 17. Juli 1991 gegen die Isländische Nationalmannschaft auf der Ersatzbank.
Mit der Olympiamannschaft Auswahl der Türkei nahm Akyol 1991 an den Mittelmeerspielen teil und gewann die Silbermedaille.
1994 und 1996 wurde er zweimal vom Nationaltrainer Fatih Terim, unter dem Akyol zuvor in der Türkischen U-21-Nationalmannschaft spielte, nominiert und absolvierte seine beiden Länderspiele.

## Erfolge
Mit Samsunspor
- TFF 1. Lig: 1990/91, 1992/93
- Aufstieg in die Süper Lig: 1990/91, 1992/93
- Tabellenfünfter der Süper Lig: 1993/94

Mit olympischer Auswahl der Türkei
- Silbermedaille Mittelmeerspiele: 1991